# Список глав государств в 905 году
Список глав государств в 904 году — 905 год — Список глав государств в 906 году — Список глав государств по годам

## Азия
- Аббасидский халифат — Аль-Муктафи, халиф (902 — 908)
  -  Зийядиды — Абу'л-Яш Исхак ибн Ибрагим, эмир (904 — 981)
  -  Саджиды — Юсуф ибн Абу-л-Садж, афшин (901 — 928)
  -  Саманиды — Исмаил Самани, эмир (892 — 907)
  -  Саффариды — Абу-ль-Хасан Тахир ибн Мухаммад, эмир (901 — 908)
  -  Табаристан (Баванди) — Шервин II, испахбад (896 — 930)
  -  Хамданиды — Аль-Хасан ибн Хамдан, эмир (895 — 916)
  - Яфуриды — Асад I ибн Ибрахим, имам (898 — 944)
- Абхазское царство — Константин III, царь (898/899 — ок. 916)
- Армения (Анийское царство) — Смбат I, царь (891 — 914)
- Бохай (Пархэ) — Да Вэйцзе, ван (894 — ок. 907)
- Вайтхали[англ.] — Тири Тенг Санда, царь[англ.] (903 — 935)
- Грузия —
  - Кахетия — Квирике I, князь[англ.] (893 — 918)
  - Тао-Кларджети — Адарнас I, царь (888 — 923)
    - Ашот I, эристави (Тао) (896 — 918)
    - Давид I, мампали (Кларджети) (900 — 943)

  - Тбилисский эмират — Джаффар I бен Али, эмир (880 — 914)
- Индия — 
  - Венги (Восточные Чалукья) — Бхима I, махараджа (892 — 921)
  - Гурджара-Пратихара — Махендрапала I, махараджа (890 — 910)
  - Западные Ганги — Рашамалла II, махараджа (870 — 907)
  - Камарупа — Брахма Пала, махараджадхираджа[англ.] (900 — 920)
  - Качари[англ.] — Ворахи, царь[англ.] (885 — 925)
  - Кашмир — Камалука, царь[нем.] (904 — 940)
  - Пала — Нараянапала, царь (855 — 908)
  - Пандья — Мараварман Раясимха II, раджа (900 — 920)
  - Парамара[англ.] — Вакпатирайя I, махараджа[англ.] (893 — 918)
  - Раштракуты — Кришнараджа II Акалаварша, махараджадхираджа (878 — 914)
  - Харикела (династия Чандра) — Траиллокьячандра, махараджадхираджа[англ.] (900 — 930)
  - Чола — Адитья I, махараджа (881 — 907)
  - Ядавы (Сеунадеша) — Дхадияппа I, махараджа (900 — 920)
- Индонезия — 
  - Матарам (Меданг) — Балитунг, шри-махараджа (898 — 910)
  - Сунда — Виндусакти Прабу Деваген, король (895 — 913)
- Караханидское государство — 
  - Базир Арслан-хан, хан (893 — 920)
  - Огулчак Арслан-хан, хан (893 — 940)
- Китай (Династия Тан) — Ай-ди (Ли Чжу), император (904 — 907)
- Кхмерская империя (Камбуджадеша) — Яшоварман I, император (889 — 910)
- Корея (Поздние три корейские государства) —
  - Силла — Хёгон, ван (897 — 912)
  - Тхэбон — Кун Е, ван (901 — 918)
  - Хупэкче — Кён Хвон, ван (900 — 
935)
- Наньчжао — Шэнмин Вэньу Вэйдэ Хуань-хуанди (Чжэн Майсы), ван (902 — 909)
- Паган — Сале Нгакве, король[англ.] (904 — 934)
- Раджарата (Анурадхапура) — Удая I, король (901 — 912)
- Тямпа — 
  - Джая Сактиварман, князь (ок. 903 — ок. 905)
  - Бхадраварман II, князь (ок. 905 — ок. 910)
- Ширван — Мухаммад ибн Хайсам, ширваншах (881 — 912)
- Япония — Дайго, император (897 — 930)

## Африка
- Гао — Косой, дья (ок. 890 — ок. 920)
- Берегватов Конфедерация — Абу Гафир Мухаммад, король (ок. 888 — ок. 917)
- Идрисиды — Йахья ибн Идрис ибн Умар ибн Идрис ас-Сагир, халиф Магриба (904 — 921)
- Ифрикия (Аглабиды) — Абу Мудар ЗийадатАллах ибн АбдАллах, эмир (903 — 909)
- Канем — Хартсо (Аритсе), маи (ок. 893 — 942)
- Макурия — Асабис, царь (ок. 892 — ок. 912)
- Некор[англ.] — Саид II ибн Салих, эмир[англ.] (864 — 916)
- Рустамиды — Юсуф Абу Хатим ибн Абуль-Йакзан, имам (894 — 906)
- Сиджильмаса — Йльяс ал-Мунтасир, эмир (883 — 909)
- Тулунидов государство — 
  - Шейбан ибн Ахмед, эмир (904 — 905)
  - в 905 году завоевано халифатом

## Европа
- Англия — Эдуард Старший, король (899 — 924)
  - Восточная Англия — Гутрум II, король (902 — 918)
  - Думнония — Рикат, король (900 — 910)
  - Йорвик — Эовилс и Хальфдан II, король (902 — 910)
- Болгарское царство — Симеон I Великий, князь (893 — 918)
- Венгрия — Арпад, князь (надьфейеделем) (889 — 907)
- Венецианская республика — Пьетро Трибуно, дож (888 — 911)
- Верхняя Бургундия — Рудольф I, король (888 — 912)
- Византийская империя — Лев VI, император (886 — 912)
- Волжская Булгария — Алмуш, хан[англ.] (ок. 895 — ок. 925)
- Восточно-Франкское королевство — Людовик IV Дитя, король (900 — 911)
  - Бавария — Людовик IV Дитя, король (900 — 907)
  - Паннонская марка — Арибо, маркграф (871 — 909)
  - Саксония — Оттон I Сиятельный, герцог (880 — 912)
  - Тюрингия — Бурхард, герцог, маркграф Сорбской марки (893 — 908)
- Гасконь — Гарсия II Санше, герцог (ок. 893 — ок. 930)
- Западно-Франкское королевство — Карл III Простоватый, король (898 — 922)
  - Аквитания — Гильом I Благочестивый, герцог (893 — 918)
  - Ампурьяс — Суньер II, граф (862 — 915)
  - Ангулем — Алдуин I, граф (886 — 916)
  - Барселона — Вифред II, граф (897 — 911)
  - Бесалу — Радульфо, граф (ок. 898 — ок. 920)
  - Бретань — Ален I Великий, король (877 — 907)
    - Ванн — Ален I Великий, граф (877 — 907)
    - Нант — Ален I Великий, граф (877 — 907)

  - Бретонская марка — Роберт I, маркиз (888 — 922)
  - Бургундия — Ричард I Заступник, герцог (899 — 918)
  - Вермандуа — Герберт II, граф (ок. 902 — 943)
  - Готия — Гильом I Благочестивый, маркиз (886 — 918)
  - Каркассон — Акфред I, граф (879 — 906)
  - Конфлан — Миро II Младший, граф (897 — 927)
  - Мэн — Гуго I, граф (900 — ок. 940)
  - Овернь[англ.] — Гильом I Благочестивый, граф (886 — 918)
  - Пальярс и Рибагорса — Рамон I, граф (872 — 920)
  - Париж — Роберт I, граф (888 — 922)
  - Пуатье — Эбль Манцер, граф (890 — 892, 902 — 934)
  - Руссильон — Суньер II, граф (896 — 915)
  - Руэрг — Раймунд II, граф (898 — 906)
  - Серданья — Миро II Младший, граф (897 — 927)
  - Труа — Ричард I, граф (894 — 921)
  - Тулуза — Эд, маркграф (886 — 918)
  - Урхель — Сунифред II, граф (897 — 928)
  - Фландрия — Бодуэн II, граф (879 — 918)
  - Шалон — Манасия I Старый, граф (887 — 918)
- Ирландия — Фланн Синна, верховный король (879 — 916)
  - Айлех — Домналл мак Аэда, король (887 — 911)
  - Коннахт — Катал III, король (900 — 925)
  - Лейнстер — Кербалл мак Муйрекан, король (885 — 909)
  - Миде — Фланн Синна, король (877 — 916)
  - Мунстер — Кормак, король (902 — 908)
  - Ольстер — Аэд мак Эохокайн, король (898 — 919)
- Испания —
  - Арагон — Галиндо II Аснарес, граф (893 — 922)
  - Астурия — Альфонсо III Великий, король (866 — 910)
    - Алава — Муньо Велас, граф (883 — 921)
    - Бургос — Гонсало Фернандес, граф (899 — 915)
    - Кастилия — Муньо Нуньес, граф (899 — 901, 904 — 909)

  - Кордовский эмират — Абдаллах, эмир (888 — 912)
  - Наварра —
    - Фортун Гарсес, король (882 — 905)
    - Иньиго II Гарсес, король (882 — 905)
    - Санчо I Гарсес, король (905 — 925)
- Итальянское королевство —
  - Людовик III Слепой, король Италии, император Запада (901 — 905)
  - Беренгар I Фриульский, король Италии (888 — 924)
  - Иврейская марка — Адальберт I, маркграф (902 — 924)
  - Сполето — Альберих I, герцог (898 — 922)
  - Тосканская марка — Адальберт II Богатый, маркграф (886 — 915)
  - Фриульская марка — Беренгар I, маркграф (874 — 924)
- Италия —
  - Беневенто и Капуя —
    - Атенульф I, князь (900 — 910)
    - Ландульф I, князь (901 — 943)

  - Гаэта — Доцибил I, консул[англ.] (890 — 906)
  - Неаполь — Григорий IV, герцог (898 — 915)
  - Салерно — Гвемар II, князь (ок. 900 — 946)
- Киевская Русь (Древнерусское государство) — Олег Вещий, великий князь Киевский, князь Новгородский (882 — 912)
- Критский эмират — Мухаммад, эмир (895 — 910)
- Лотарингия —
  - Людовик IV Дитя, король (900 — 911)
  - Гебхард, герцог (903 — 910)
  - Эно (Геннегау) — Сигард, граф (898 — 920)
- Моравия Великая — Моймир II, князь (894 — 907)
- Норвегия — Харальд I Прекрасноволосый, король (872 — 930)
- Папская область — Сергий III, папа римский (904 — 911)
- Португалия — Эрменгильдо Гутьеррес, граф (895 — ок. 911)
- Приморская Хорватия — Мунцимир, герцог (892 — 910)
- Прованс (Нижняя Бургундия) — Людовик III Слепой, король (887 — 928)
  - Вьенн — Гуго Арльский, граф (ок. 896 — 926)
- Сербия — Петар Гойникович, князь (892 — 917)
- Уэльс —
  - Брихейниог — Теудр IV, король (900 — 934)
  - Гвент — Брохвайл ап Мейриг, король (880 — 920)
  - Гвинед — Анарауд ап Родри, король (878 — 916)
  - Гливисинг — Оуайн ап Хивел, король (886 — 930)
  - Дивед —
    - Родри, король (904 — 905)
    - Хивел II Добрый, король (905 — 920)

  - Сейсиллуг — Каделл ап Родри, король (872 — 909)
- Хазарский каганат — Вениамин, бек (ок. 880 — ок. 920)
- Чехия — Спытигнев I, князь (894 — 915)
- Швеция — Бьёрн Эриксон, конунг (882 — 932)
- Шотландия (Альба) — Константин II, король (900 — 943)

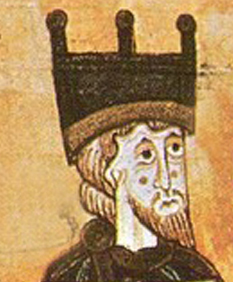
Альфонсо III Великий 866-910 Король Астурии
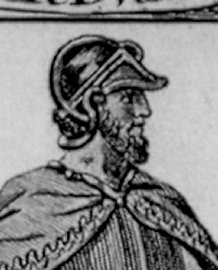
Эдуард Старший 899-924 Король Англии
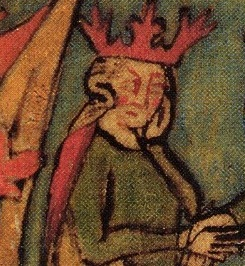
Харальд I Прекрасноволосый 872-930 Король Норвегии
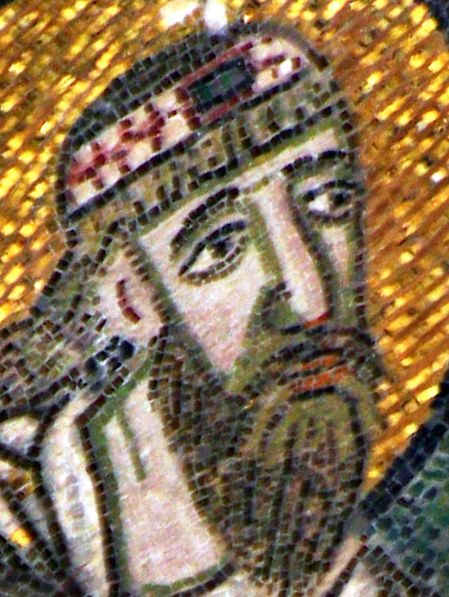
Лев VI 886-912 Император Византии
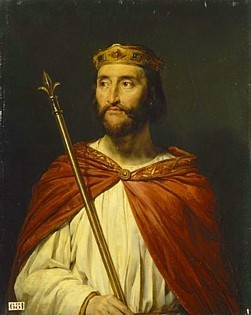
Карл III Простоватый 898-922 Король Западно-Франкского королевства
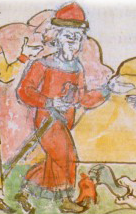
Олег 879-912 Князь Киевский
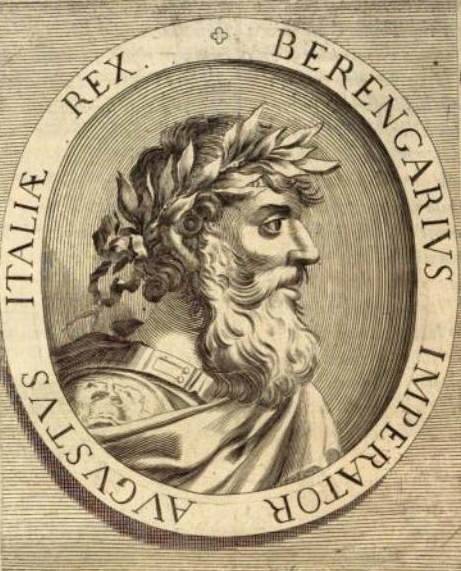
Беренгар I Фриульский 888-924 Король Италии
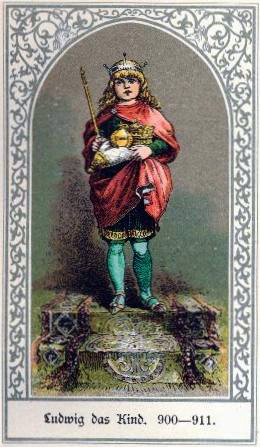
Людовик IV Дитя 900-911 Король Восточно-Франкского королевства
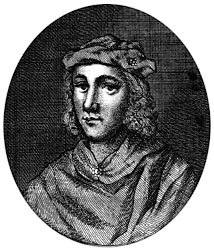
Константин II 900-943 Король Шотландии
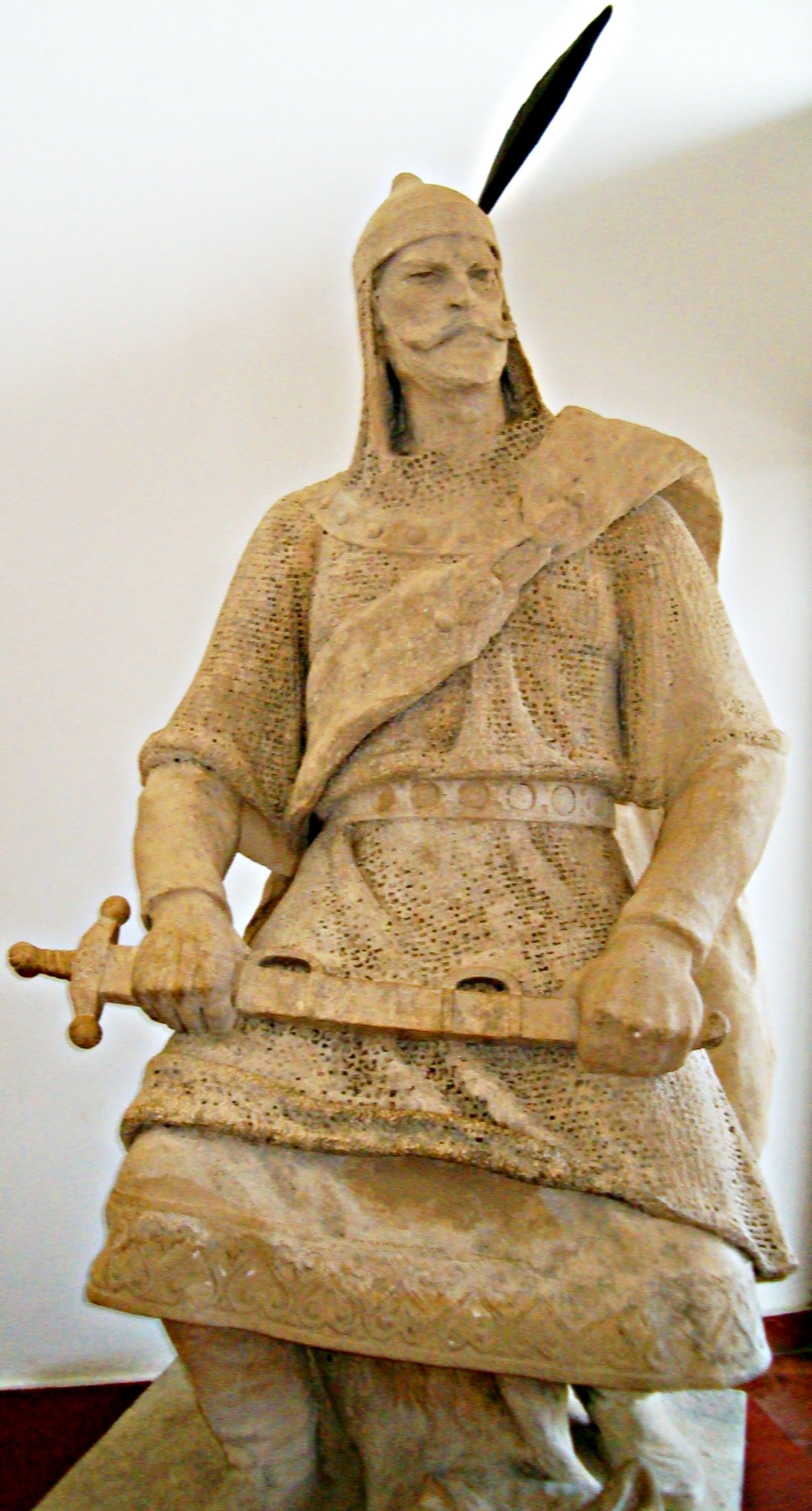
Арпад 889-907 Князь венгров
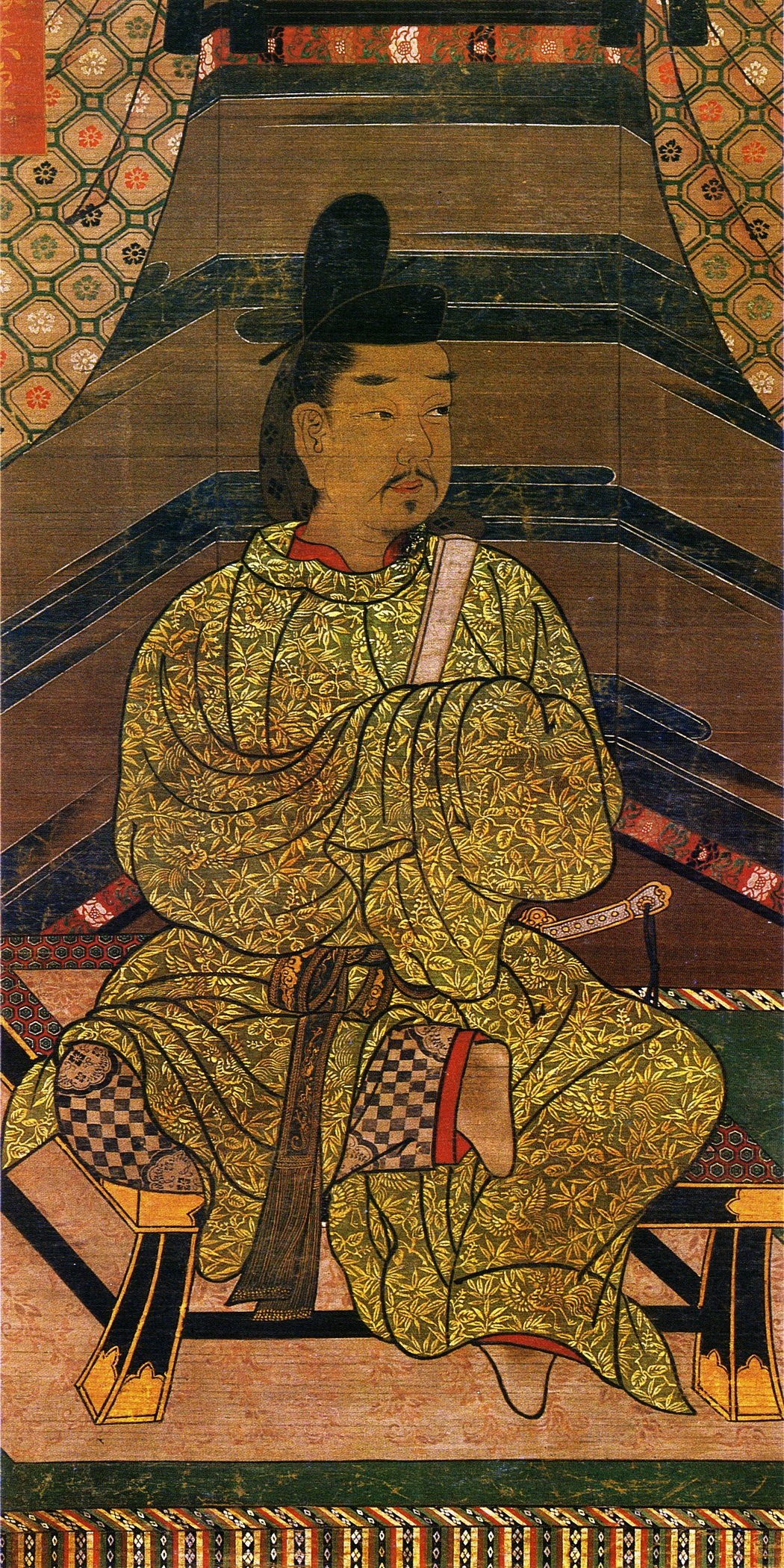
Дайго 898-930 Император Японии
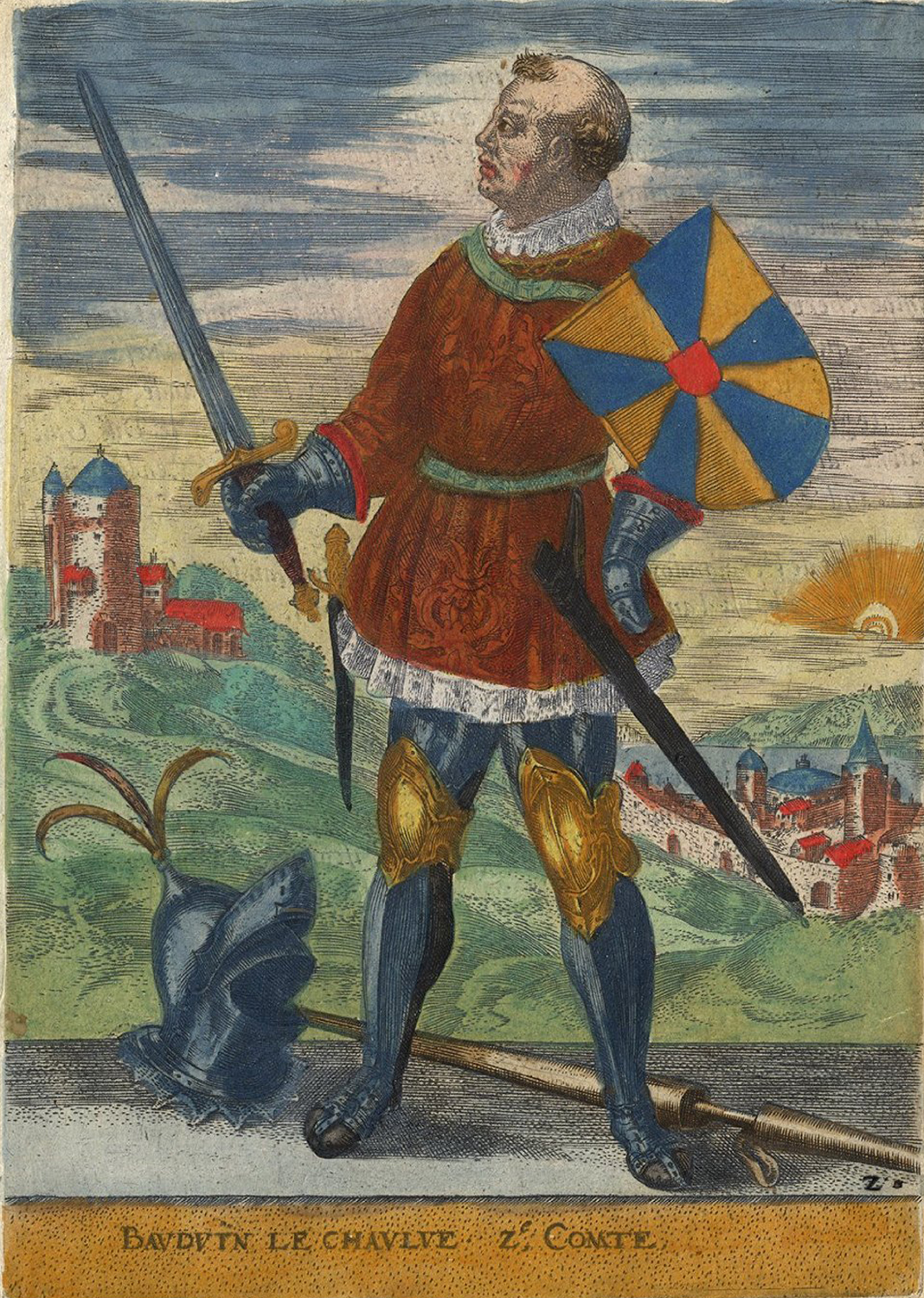
Бодуэн II 879-918 Граф Фландрский
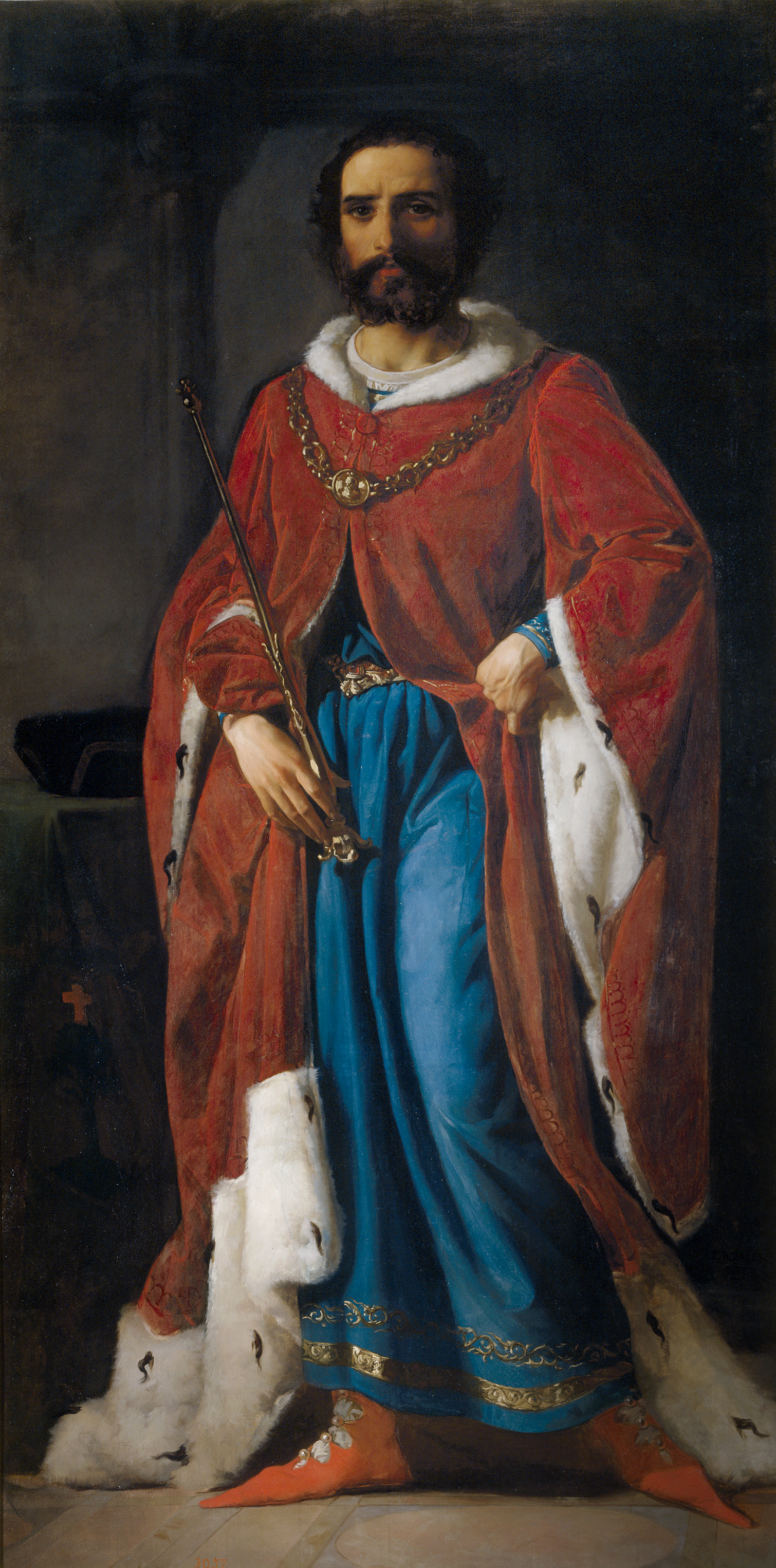
Галиндо II Аснарес 893-922 Граф Арагона
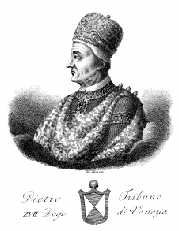
Пьетро Трибуно 888-912 Дож Венеции
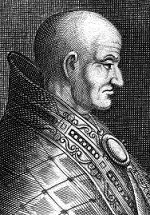
Сергий III 904-911 Папа римский